# Une rose au paradis
Une rose au paradis est un roman de science-fiction de René Barjavel, paru en 1981.

## Résumé
Un certain Monsieur Gé (archétype de l'homme riche et puissant) va faire figure de « nouveau » Noé. En effet, il a conçu un abri souterrain, appelé l'Arche, géré par un super-ordinateur. Il va y réunir toutes les espèces animales et végétales. Cinq êtres humains pourront y vivre en autarcie grâce à un système en circuit fermé produisant air, nourriture (du poulet pour les repas, du café et croissants pour le petit-déjeuner) et vêtements.
Pour éviter que l'explosion d'une seule bombe n'entraîne par résonance l'explosion automatique non souhaitée de toutes les autres, il va de façon préventive, commander l'explosion de toutes les bombes U (universelle) du monde tant qu'il y en a encore peu, ce qui va mener à la destruction puis, l'espère-t-il, à la renaissance. Ceci avant de rejoindre l'abri pour y vivre en compagnie d'un jeune couple, Henri et Lucie Jonas, cette dernière étant enceinte de jumeaux, Jim et Jif. Ces enfants sont appelés à devenir de nouveaux Adam et Ève afin de repeupler la Terre lorsqu'ils pourront sortir de l'abri. Monsieur Gé prévoit de rester vingt ans sous terre pour ne pas subir les effets des radiations consécutives aux explosions. Pour s'occuper, Henri construit un robot à quatre têtes appelé Marguerite. Cependant, les données initiales de l'ordinateur vont être perturbées par la venue d'un personnage supplémentaire : Jim et Jif ont fait l'amour et Jif est enceinte. Deux options s'offrent à eux : soit ils sortent plus tôt de l'Arche, soit Jif avorte. Mme Jonas décide d'une troisième option : tuer Monsieur Gé en le balançant dans le Trou.

### Dénouement et révélations finales
L'ordinateur dégénère. Il se met à servir du poulet cru. Plus tard, il crée un coq qui va aller picorer la vitre qui protège les animaux dormants. Les animaux se réveillent, il n'y a plus assez d'oxygène. Tout le monde suffoque. Le robot Marguerite lance Jim qui ouvre la trappe. Finalement, tout le monde sort de l'Arche et les voilà sur Terre, où tout a brûlé. Tout est à reconstruire.

## La bombe universelle
La bombe universelle (bombu), omniprésente dans le roman, rappelle nettement la bombe atomique et la peur qu'elle inspire lors de la guerre froide. Cette bombe se voit possédée par toutes les nations plus ou moins puissantes grâce à sa facilité de fabrication, créant des conflits à l'intérieur des pays mêmes.
On découvrira que l'explosion d'une de ces bombu déclenche l'explosion de toutes les autres bombu existantes. M. Gé veut alors les faire exploser avant qu'elles n'atteignent un nombre assez grand pour détruire la planète tout entière.

## Citations
- « On ne construit un monde imaginaire qu'avec des matériaux pris dans le monde connu. L'imagination, c'est de la mémoire passée à la moulinette et reconstituée en puzzles différents »
- « Ni moi ni mes ingénieurs n'avons prévu sa part d'oxygène... L'air qu'il va prendre ne sera pas remplacé. Au début, ce ne sera pas très grave, mais tout sera, pourtant, déjà perturbé. Il nous fallait être si économes et si précis, pour une si longue durée, que si, aujourd'hui, une souris s'éveillait et se mettait à faire fonctionner ses poumons, tout l'équilibre de l'Arche serait subtilement fissuré, puis lézardé, jusqu'à l'écroulement... »

## Interprétation
(juin 2020).
- Si vous ne connaissez pas le sujet, laissez ce bandeau (vous pouvez alors contacter les auteurs).
- Si vous supprimez le contenu mis en cause (vous pouvez préalablement contacter les auteurs),

argumentez précisément cette suppression dans la page de discussion
(un manque de référence n'est pas un argument ; une recherche réelle de référence doit avoir été effectuée, être formellement documentée).
L'écrivain situe dans une époque contemporaine l'histoire d'un nouveau « Déluge » (comme celui de la Bible). Dans cette situation utopique au sens propre du terme (sans lieu ni temps), voire naïve, l'auteur introduit des personnages, au nombre incertain, et dont on ne sait presque rien.

## Adaptation
Le livre reprend des thèmes et personnages de la pièce Madame Jonas dans la baleine, créée par Barjavel en 1971, et qui avait notamment été diffusée en 1977 dans le cadre de l'émission Au théâtre ce soir.
Sources : BDFF